# Bernhard Scheichelbauer
Bernhard Scheichelbauer (* 1. Jänner 1890 in Wien, Österreich-Ungarn; † 30. November 1969 in Wien, Österreich) war ein österreichischer Freimaurer und Autor.
Bernhard Scheichelbauer war Staatsbeamter und wurde 1938 von den Nationalsozialisten mit Berufsverbot belegt und als „übelster Gegner des Nationalsozialismus“ beschrieben. Er beteiligte sich an der Gründung der Widerstandsgruppe O5.
Nach 1945 arbeitete er im Bundespressedienst.
Scheichelbauer war 1928 an der Gründung des Rotary Club Klagenfurt und 1931 an der Gründung der Klagenfurter Freimaurerloge Paracelsus beteiligt, die nur drei Jahre Später auf Druck des autoritären Ständestaates wieder geschlossen werden musste. Unmittelbar nach dem Zweiten Weltkrieg betrieb er 1945 die Wiederbegründung dieser Loge. Anschließend übersiedelte er nach Wien und beteiligte sich an der Wiederbegründung der bereits 1871 gegründeten Sammelloge Humanitas, die den programmatischen Namen Humanitas Renata (Wiedergeborene Humanität) erhielt.
In der Nachfolge von Karl Doppler war Scheichelbauer schließlich von 1948 bis 1960 Großmeister der Großloge von Österreich.

## Publikationen
- Die Johannis-Freimaurerei: Versuch einer Einführung, Wien 1953, Nachdruck: Edition zum rauhen Stein 3, Studien-Verlag, Innsbruck 2000, ISBN 3-7065-1439-7[5]
- mit Gustav Kuéss: 200 Jahre Freimaurerei in Österreich, Wien 1959, Nachdruck: Edition zum rauhen Stein 2, Studien-Verlag, Innsbruck 1999, ISBN 3-7065-1403-6[6]